# James Sullivan (Politiker)

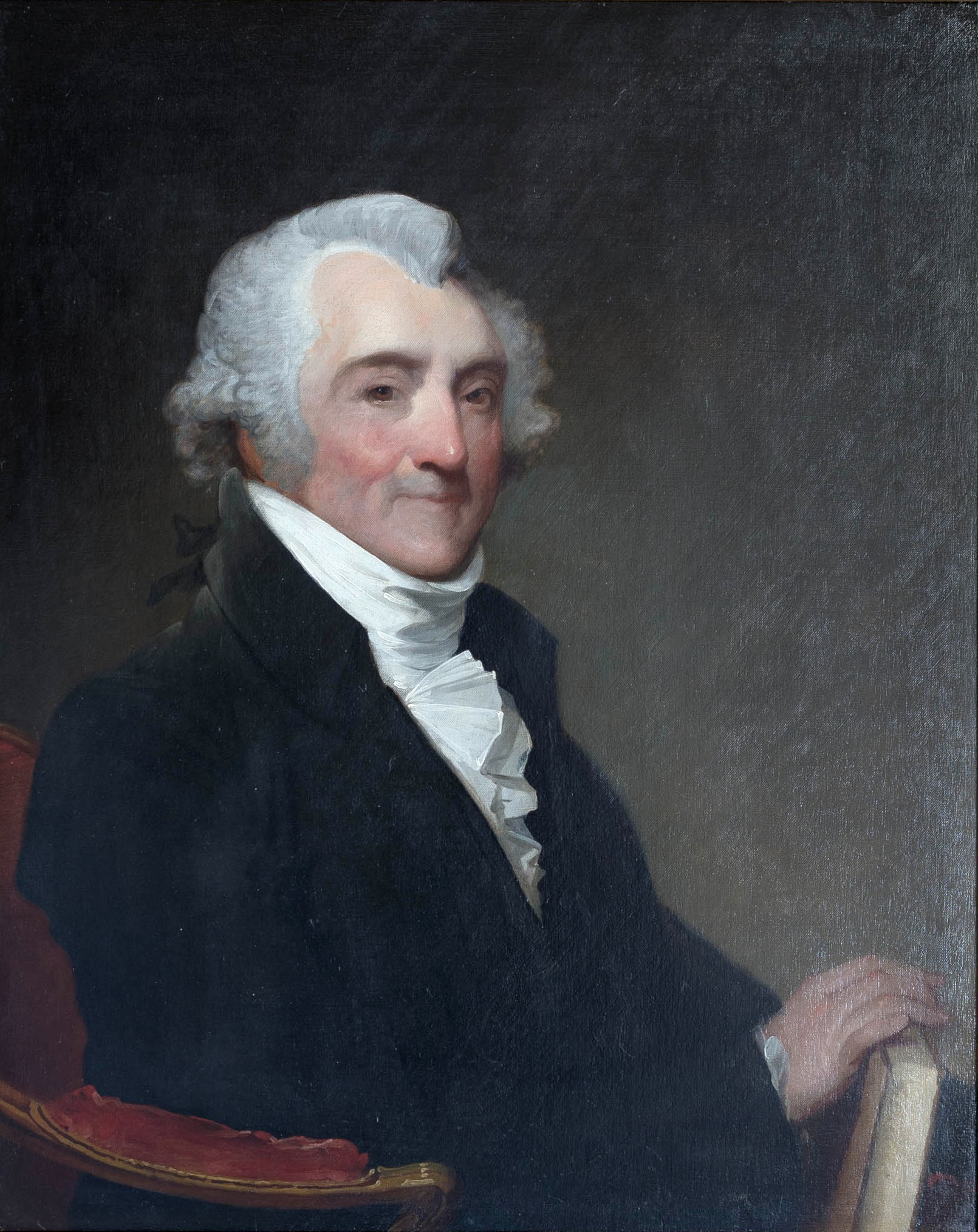
James Sullivan

James Sullivan (* 22. April 1744 in Berwick, Province of Massachusetts Bay; † 10. Dezember 1808 in Boston, Massachusetts) war ein US-amerikanischer Politiker und von 1807 bis 1808 Gouverneur des Bundesstaates Massachusetts.

## Frühe Jahre
James Sullivan entstammte einer politisch aktiven Familie. Sein Bruder John war von 1774 bis 1776 Mitglied im Kontinentalkongress für New Hampshire. Sein Neffe George war zwischen 1811 und 1813 Abgeordneter im US-Repräsentantenhaus. James Sullivan wurde in Berwick geboren, das damals zu Massachusetts gehörte, heute aber im York County im Staat Maine liegt. Er wurde von seinem Vater erzogen, der ihm auch die nötige Schulbildung beibrachte. James studierte anschließend Jura. 1780 gehörte er zu den ersten Mitgliedern der American Academy of Arts and Sciences. Zwischen 1775 und 1782 war Sullivan Richter an einem Gerichtshof in Massachusetts, obwohl er erst um das Jahr 1782 als Anwalt zugelassen wurde. Nach dieser Zulassung begann er in Biddeford in seinem Beruf zu arbeiten.

## Politischer Aufstieg
Zwischen 1774 und 1775 war James Sullivan Mitglied des Provinzialkongresses von Massachusetts; von 1775 bis 1776 war er Abgeordneter im Parlament von Massachusetts. In den Jahren 1782 und 1783 wurde er in den Kontinentalkongress gewählt, ohne allerdings an dessen Sitzungen teilzunehmen. Im Jahr 1787 war Sullivan Mitglied des Regierungsrates von Massachusetts und 1788 war er Richter an einem Nachlassgericht im Suffolk County. Von 1790 bis 1807 war James Sullivan Attorney General seines Heimatstaates. In dieser Zeit bewarb er sich fünfmal erfolglos für das Amt des Gouverneurs.

## Gouverneur von Massachusetts
Am 6. April 1807 wurde Sullivan dann als Kandidat der Demokratisch-Republikanischen Partei zum Gouverneur seines Staates gewählt. Ein Jahr später wurde er bestätigt. Er übte dieses Amt zwischen dem 29. Mai 1807 und seinem Tod am 10. Dezember 1808 aus. In dieser Zeit kam es zu politischen Differenzen zwischen dem Gouverneur und der Legislative um das Verfahren zur Bestimmung der Wahlmänner für Bundesämter. Noch vor seiner Gouverneurszeit hatte Sullivan die Massachusetts Historical Society gegründet. James Sullivan war zweimal verheiratet und hatte insgesamt neun Kinder.